# Папая-Кая (заказник)
Папая-Кая — ботанічний заказник місцевого значення, розташований на території Судацької міської ради (Крим). Створено 27 лютого 2013 року. Площа — 550 га. Землекористувач — Міністерство екології та природних ресурсів Республіки Крим та державна автономна установа Республіки Крим «Алуштинське лісомисливське господарство».

## Історія
Заказник створений Рішенням виконавчого комітету Кримської обласної Ради народних депутатів від 27.02.2013 «Про організацію заказників дикорослих лікарських рослин».
Є державним природним заказником регіонального значення, згідно з Розпорядженням Ради Міністрів Республіки Крим від 05.02.2015 № 69-р «Про затвердження Переліку особливо охоронюваних природних територій регіонального значення Республіки Крим».

## Опис
Заказник створений із метою охорони та збереження в природному стані цінного флористичного комплексу унікальних фітоценозів сосни піцундської (сосни Станкевича), реліктових спільнот ялівцю високого, фісташки та інших рідкісних і перебувають під загрозою зникнення видів рослин.
Заказник розташований на схилах гірського хребта Сонкі-Сиртлар між селами Веселе та Морське Судацької міської ради. Територія заказника простягнулася з північного сходу на південний захід на 2,5 км, включає вододіл і схили гори Папая-Кая із мисом Ай-Фока та горою Кутур-Оба.